# Liste der Naturdenkmale in Pirna
Die Liste der Naturdenkmale in Pirna nennt die Naturdenkmale in Pirna im sächsischen Landkreis Sächsische Schweiz-Osterzgebirge.

## Definition
„Naturdenkmäler sind rechtsverbindlich festgesetzte Einzelschöpfungen der Natur oder entsprechende Flächen bis zu fünf Hektar, deren besonderer Schutz erforderlich ist
1. aus wissenschaftlichen, naturgeschichtlichen oder landeskundlichen Gründen oder
2. wegen ihrer Seltenheit, Eigenart oder Schönheit.“

„§ 18 – Naturdenkmäler – (zu § 28 BNatSchG)
(1) Die Erklärung nach § 22 Abs. 1 BNatSchG von Teilen von Natur und Landschaft als Naturdenkmal erfolgt durch Rechtsverordnung oder Einzelanordnung.
(2) Über § 28 Abs. 1 BNatSchG hinaus können Naturdenkmäler zur Sicherung von Lebensgemeinschaften oder Lebensstätten von im Bestand gefährdeten oder streng geschützten Arten festgesetzt werden.“

## Liste
Link zu einem Kartenansichtstool, um Koordinaten zu setzen.
| Bild                          | Bezeichnung                                                         | Lage                                                                | Beschreibung | Datum      | Nummer  |
| ----------------------------- | ------------------------------------------------------------------- | ------------------------------------------------------------------- | --- | ---------- | ------- |
| BW                            | Erlpeterquelle                                                      | Altstadt (50° 57′ 43,8″ N, 13° 56′ 41,3″ O)                         | Quellbereich in einem bergmännisch aufgeführten Wasserstollen mit einer Länge von 60 bis 80 m |            | SSZ 001 |
| BW                            | Muttergottesquelle                                                  | Posta (50° 58′ 5,1″ N, 13° 57′ 12,8″ O)                             | Mit einer Eisenplatte verschlossener Quellschacht im Anschnittbereich des grauen Tonmergels der Zeichner-Burglehntonbank |            | SSZ 002 |
| BW                            | Großrippeln Pirna-Zehista                                           | Zehista (50° 56′ 18,4″ N, 13° 55′ 44,4″ O)                          | Durch Lößlehmbau freigelegter Oberflächenausschnitt des mittelturonen Sandsteines in der ehemaligen Ziegelei Uhlmann (Magerrasen) |            | SSZ 003 |
| BW                            | Strudellöcher am Mädelgraben                                        | Cunnersdorf (50° 57′ 40,1″ N, 13° 57′ 26,2″ O)                      | Mehrere große Strudellöcher an der südlichen oberen Kante des Elbtales – 20 m östlich des Cunnersdorfer Mädelgrabens (kesselförmige Vertiefungen), die durch Verwitterung heute in ihrem Querschnitt freiliegen |            | SSZ 004 |
| BW                            | Ziegelteich Hinterjessen (ehem. Plänermergel-Tongrube Pirna-Jessen) | Hinterjessen (50° 58′ 57,3″ N, 13° 56′ 5,8″ O)                      | Wassergefüllter Ausstich (Stillgewässer) umgeben von dichtem Gehölz- und Schilfröhrichtsaum mit mannigfaltiger Vogelwelt |            | SSZ 025 |
| mehr Fotos \| Fotos hochladen | Birkwitzer Graben                                                   | Birkwitz (50° 58′ 47,9″ N, 13° 53′ 58,8″ O)                         | Überregional bedeutsames Feuchtgebiet mit örtlicher Bedeutung im Biotopverbund; auch Häntzschelteich genanntes, 700 m langes, schmales Wasser- und Sumpfgelände; von dichte Gehölzen, Röhrichten und Seggenzonen gesäumt; repräsentiert den Rest eines früheren Laufes der Wesenitz in fortgeschrittenem Verlandungsstadium; im Südteil erstreckt sich ein flaches Restgewässer (Birkwitzer See) |            | SSZ 029 |
| BW                            | Wald am Oberpostaer Elbhang                                         | Posta (50° 57′ 39,5″ N, 13° 58′ 29″ O)                              | Winterlindenreicher Eichen-Hainbuchenwald als naturnahe Waldbestockung |            | SSZ 036 |
| BW                            | Wesenitzaue Pirna-Jessen                                            | Hinterjessen (50° 59′ 9,2″ N, 13° 56′ 33,4″ O)                      | Wertvolles, auentypisches Biotopmosaik aus Hochstaudenfluren, Simsensümpfen, Schilfröhrichtzonen, mesophilem und Feuchtgrünland |            | SSZ 038 |
| BW                            | Elblache Pratzschwitz                                               | Pratzschwitz (50° 57′ 44,9″ N, 13° 54′ 34,3″ O)                     | Überregional bedeutsames Verlandungsgebiet am rechten Elbufer unterhalb Pirnas; ca. 80–100 m breites stehendes Altwasser mit eingelagerten Inseln und Halbinseln hinter dem Damm der Elbstromregulierung |            | SSZ 040 |
| BW                            | Laichgewässer bei Pirna-Copitz                                      | Copitz (50° 58′ 21,7″ N, 13° 54′ 43,7″ O)                           | Zwei struktur- und vegetationsreiche flache Tümpel – von Weidengebüsch und Schwarzerlen gesäumt; umgebendes Gelände ist flächig versumpft |            | SSZ 043 |
| BW                            | Birkwitzer Wiese                                                    | Birkwitz (50° 59′ 19″ N, 13° 54′ 5,2″ O)                            | Seltene Pfeifengraswiese mit stark gefährdeter Orchideenart |            | SSZ 047 |
| BW                            | Birkwitzer Wiese                                                    | Birkwitz (50° 59′ 16,3″ N, 13° 54′ 4,9″ O)                          | Seltene Pfeifengraswiese mit stark gefährdeter Orchideenart |            | SSZ 047 |
| BW                            | Neundorfer Hang                                                     | Neundorf (50° 54′ 13,6″ N, 13° 59′ 39,2″ O)                         | Glatthaferwiese mit Arten der Halbtrockenarten und beachtlichem Bestand an Riesenschachtelhalmen |            | SSZ 054 |
| BW                            | Lugteich Pirna-Mockethal                                            | Mockethal (50° 58′ 30,9″ N, 13° 56′ 59,5″ O)                        | Kleingewässer mit schmalem Röhrichtgürtel und schlammreichen Flachwasserzonen |            | SSZ 071 |
| BW                            | Kiefernmisteln SW vom Marktweg bei Graupa                           | Graupa (50° 59′ 21,6″ N, 13° 54′ 23,5″ O)                           | Vorkommen der Kiefernmistel (Viscum laxum) in einem baumhöhlenreichen Zwergstrauch-Kiefernwald an der Südwestgrenze des Verbreitungsgebietes der Kiefernmistel (vgl. SSZ 153) |            | SSZ 152 |
| BW                            | Kiefernmisteln NE vom Marktweg bei Graupa                           | Graupa (50° 59′ 25,5″ N, 13° 54′ 40,7″ O)                           | Vorkommen der Kiefernmistel (Viscum laxum) in einem baumhöhlenreichen Zwergstrauch-Kiefernwald an der Südwestgrenze des Verbreitungsgebietes der Kiefernmistel (vgl. SSZ 152) |            | SSZ 153 |
| BW                            | Lindenallee in Graupa                                               | Neugraupa, Großgraupa (50° 59′ 49,3″ N, 13° 55′ 29,8″ O)            | Baumbestand der als Lindenallee bezeichneten Straße im östlichen Teil des Ortes; gegenwärtiger Zustand: Bestand beschränkt sich auf wenige Altbäume und umfangreiche Ersatzpflanzungen mit Winterlinde | 2          | ssz 022 |
| BW                            | Stieleiche auf dem Burglehn in Pirna-Copitz                         | Copitz (50° 58′ 6,2″ N, 13° 56′ 26,4″ O)                            | Sanierter Altbaum mit einem nur in einem Teilbereich wasserdurchlässig befestigten Traufbereich | 1, 2, 4, 5 | ssz 035 |
| BW                            | Schwarzpappeln am Copitzer Elbhafen                                 | Copitz (50° 57′ 56,1″ N, 13° 55′ 38,5″ O)                           | | 1, 3       | ssz 099 |
| Fotos hochladen               | Eiche im Schlosspark Graupa                                         | Großgraupa (50° 59′ 56,7″ N, 13° 55′ 21,5″ O)                       | Alte Stiel-Eiche mit einem Alter von etwa 450 Jahren und einem Umfang in Brusthöhe von 7,30 m. Einzigartig für Deutschland sind die bis zum Boden reichenden Äste | 2, 4, 5    | ssz 106 |
| BW                            | Luthereiche am Wasserwerk in Pirna                                  | Pirna (50° 57′ 46,1″ N, 13° 57′ 14″ O)                              | | 1, 2       | ssz 107 |
| BW                            | Flatterulme an der Seidewitz in Zehista                             | Zehista (50° 56′ 24,9″ N, 13° 55′ 24,2″ O)                          | | 1, 3, 4    | ssz 108 |
| BW                            | Maulbeerbaum im Gut Mannewitz                                       | Mannewitz Krietzschwitzer Str. 30 (50° 57′ 4,6″ N, 13° 56′ 51,8″ O) | | 2, 3       | ssz 109 |

Das Nummernschema des Landkreises unterscheidet
- Einzelnaturdenkmal = Kleinbuchstaben (ssz 001 Winterlinde in Neustadt; …)
- Flächennaturdenkmal = Großbuchstaben (SSZ 001 Erlpeterquelle Pirna; …)